# Tremblay-en-France Handball
Il Tremblay-en-France Handball è una squadra di pallamano francese avente sede a Tremblay-en-France.

Il club è stato fondato nel 1972 ed attualmente milita in Division 1 del campionato francese.

Disputa le proprie gare interne presso il Palais des sports di Tremblay-en-France il quale ha una capienza di 1.020 spettatori.